# 亚硝酸异丁酯
亚硝酸异丁酯是一种亚硝酸酯，化学式 C4H9NO2。

## 制备
亚硝酸异丁酯可以由异丁醇、亚硝酸钠和稀硫酸反应而成。

## 性质
亚硝酸异丁酯是一种黄色油状液体，可燃，挥发性高，在水中分解。

## 用处
亚硝酸异丁酯是洗涤剂的成分。

## 危害
亚硝酸异丁酯会和空气形成爆炸性混合物（燃点 −21 °C）。吸入亚硝酸异丁酯可导致头痛、恶心以及低血压直至昏迷、高铁血红蛋白血症和溶血性贫血。在动物实验中，亚硝酸异丁酯会导致癌症，并被怀疑通过破坏免疫系统对艾滋病产生负面影响。